# Mysmena rotunda
Espèce
Synonymes
- Tamasesia rotunda Marples, 1955

Mysmena rotunda est une espèce d'araignées aranéomorphes de la famille des Mysmenidae.

## Distribution
Cette espèce est endémique des Samoa. Elle se rencontre sur Upolu et Savai'i.

## Publication originale
- Marples, 1955 : Spiders from western Samoa. Journal of the Linnean Society of London, Zoology, vol. 42, p. 453-504.